# Pistolet Colt M1903 Pocket Hammer
Colt Model 1903 Pocket Hammer – amerykański pistolet samopowtarzalny skonstruowany przez Johna Mosesa Browninga.

## Historia
W 1902 roku firma Colt rozpoczęła produkcje pistoletu M1902. W następnym roku rozpoczęto produkcję jego wersji o zmniejszonych wymiarach nazwanej Model 1903 Pocket Hammer. Była ona oparta na pistolecie Military Model 1902 i posiadała podobnie jak on ośmionabojowy magazynek.
Pistolet M1903 Pocket Hammer w odróżnieniu od wcześniejszych pistoletów produkowanych przez Colta nie był testowany przez US Army. Seryjne egzemplarze były sprzedawane na rynku cywilnym, ale podobnie jak pistolety M1900 i M1902 sprzedawał się słabo.
Testy seryjnych egzemplarzy pistoletu M1903 wykazały, że skrócenie lufy poprawiło funkcjonowanie pistoletu. Broń rzadziej się zacinała, rzadsze były także niż w M1900 i M1902 przypadki pękania osi łączników łączących lufę ze szkieletem.
Ostatnie seryjne egzemplarze pistoletu Model 1903 Pocket Hammer zostały sprzedane przez Colta w 1947 roku.

## Opis
Colt M1903 Pocket Hammer był bronią samopowtarzalną. Zasada działania oparta na krótkim odrzucie lufy. Zamek ryglowany trzema ryglami, odryglowanie przez obniżenie lufy. Obniżenie lufy powodowały dwa łączniki (na początku i końcu lufy). Mechanizm spustowy bez samonapinania z kurkowym mechanizmem uderzeniowym. Kurek zewnętrzny. Broń nie posiadała bezpiecznika.
Colt M1903 Pocket Hammer był zasilany z wymiennego, jednorzędowego magazynka pudełkowego o pojemności 8 naboi, umieszczonego w chwycie. Zaczep magazynka w dolnej części chwytu.
Lufa gwintowana. Przyrządy celownicze mechaniczne (muszka i szczerbinka).